# Дибал, Бенжамин
Бенжамин Дибал (англ. Benjamin Dyball род. 20 апреля 1989, Блэктаун) — австралийский профессиональный шоссейный велогонщик, выступающий c 2020 года за команду мирового тура «NTT Pro Cycling». Чемпион Океании по шоссейному велоспорту в групповой и индивидуальной гонках (2019).

## Достижения
2011
1-й  Чемпион Австралии — Групповая гонка U23
2013
2-й  Чемпионат Океании — Индивидуальная гонка
2-й Нью Зиланд Сайкл Классик  — Генеральная классификация
5-й Тур Японии  — Генеральная классификация
1-й — Этап 4
2014
2-й Тур Тасмании  — Генеральная классификация
1-й — Этап 1
10-й Нью Зиланд Сайкл Классик  — Генеральная классификация
2016
1-й  Тур Тасмании  — Генеральная классификация
1-й — Этап 3
3-й  Чемпионат Океании — Индивидуальная гонка
2017
3-й  Чемпионат Австралии — Индивидуальная гонка
2018
1-й  Тур Таиланда  — Генеральная классификация
1-й — Горная классификация
1-й — Этап 3
1-й  Тур Иджена  — Генеральная классификация
1-й — Горная классификация
1-й — Этап 4
2-й Тур Кумано  — Генеральная классификация
3-й Тур Лангкави  — Генеральная классификация
2019
1-й  Чемпион Океании — Групповая гонка
1-й  Чемпион Океании — Индивидуальная гонка
1-й  Тур Лангкави  — Генеральная классификация
1-й — Этап 4
1-й — Этап 5 Тур Индонезии
3-й Тур озера Цинхай  — Генеральная классификация
1-й — Этап 7 (ИГ)
3-й Тур Тотиги  — Генеральная классификация
1-й — Этап 1
7-й Тур Искандара Джохора  — Генеральная классификация